# Guossjájávrre
Guossjájávrre, enligt tidigare ortografi Kuossjajaure, är en sjö i Jokkmokks kommun i Lappland och ingår i Luleälvens huvudavrinningsområde. Sjön har en area på 0,98 kvadratkilometer och ligger 787 meter över havet. Sjön avvattnas av vattendraget Guossjájåhkå som mynnar i Áhkájávrre. Nordkalottleden mellan Vaisaluoktastugan och Kutjaurestugan passerar sjön.

## Delavrinningsområde
Guossjájávrre ingår i det delavrinningsområde (750628-155838) som SMHI kallar för Utloppet av Kuossjajaure. Medelhöjden är 919 meter över havet och ytan är 27,2 kvadratkilometer. Det finns inga avrinningsområden uppströms utan avrinningsområdet är högsta punkten. Guossjájåhkå som avvattnar avrinningsområdet har biflödesordning 2, vilket innebär att vattnet flödar genom totalt 2 vattendrag (Stora Luleälven, Luleälven) innan det når havet efter 365 kilometer. Avrinningsområdet består mestadels av kalfjäll (95 procent). Avrinningsområdet har 1,27 kvadratkilometer vattenytor vilket ger det en sjöprocent på 4,7 procent.

## Galleri

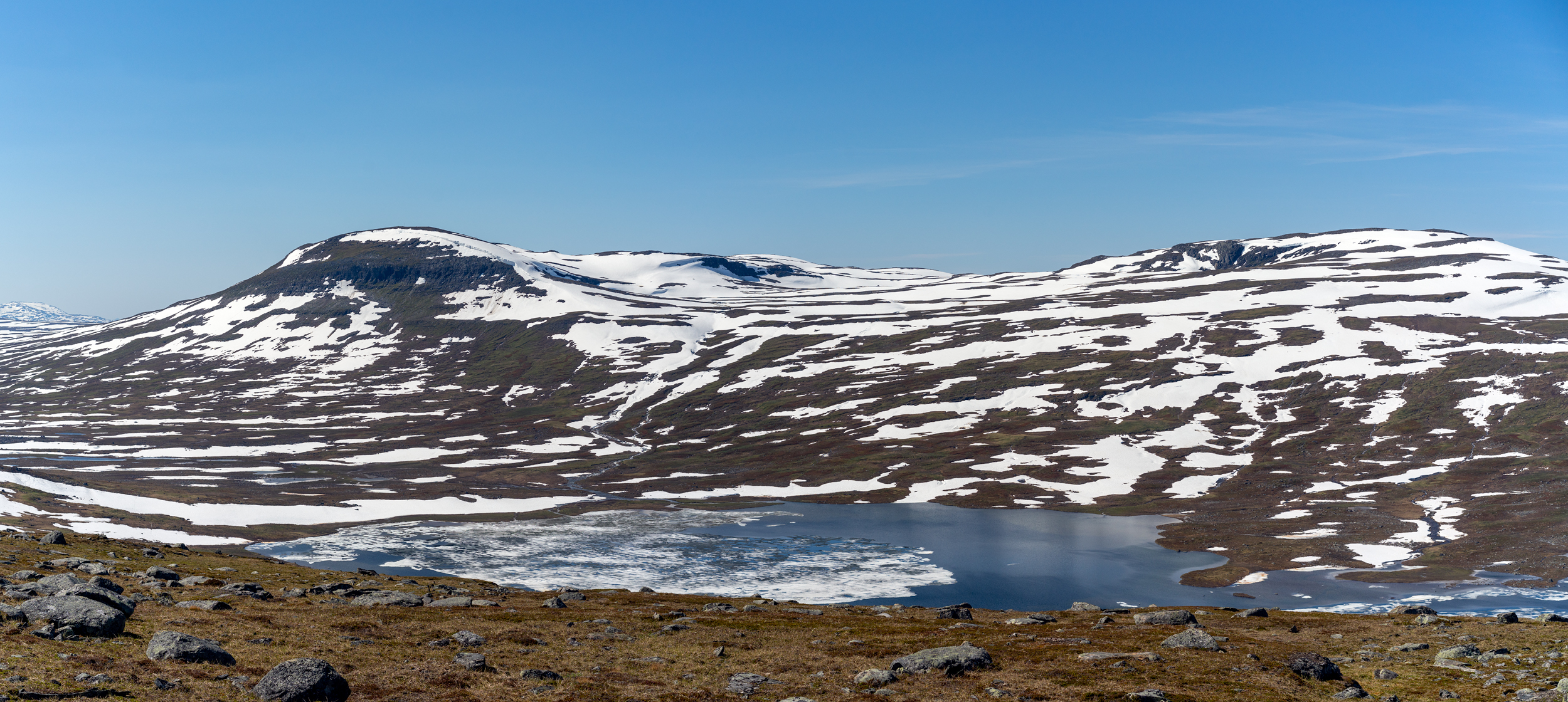
Vy mot Guossjájávrre från 1086 på Boalnotjåhkkå. Till vänster Allak och till höger Skájdetjåhkkå.